# Списак носилаца заставе Албаније на Олимпијским играма
Ово је списак носилаца заставе Албаније на олимпијским играма.
Носиоци заставе носе националну заставу своје земље на церемонији отварања олимпијских игара.
| #  | Година                       | Носилац        | Спорт          |
| -- | ---------------------------- | -------------- | -------------- |
| 12 | 2018. Пјонгчанг (зимске)     | Суеља Махиљи   | Алпско скијање |
| 11 | 2016. Рио де Женеиро (летње) | Љуиза Гега     | Атлетика       |
| 10 | 2014. Сочи (зимске)          | Ерјон Тоља     | Алпско скијање |
| 9  | 2012. Лондон (летње)         | Ромела Бегај   | Дизање тегова  |
| 8  | 2010. Ванкувер (зимске)      | Ерјон Тоља     | Алпско скијање |
| 7  | 2008. Пекинг (летње)         | Сахит Призрени | Рвање          |
| 6  | 2006. Торино (зимске)        | Ерјон Тоља     | Алпско скијање |
| 5  | 2004. Атина (летње)          | Клодијана Шаља | Атлетика       |
| 4  | 2000. Сиднеј (летње)         | Илирјан Сули   | Рвање          |
| 3  | 1996. Атланта (летње)        | Мирела Мањани  | Атлетика       |
| 2  | 1992. Барселона (летње)      | Кристо Робо    | Стрељаштво     |
| 1  | 1972. Минхен (летње)         | Имер Пампури   | Стрељаштво     |